# 3578 Carestia
3578 Carestia eller 1977 CC är en asteroid i huvudbältet som upptäcktes den 11 februari 1977 av Félix Aguilar-observatoriet. Den är uppkallad efter astronomen Reinaldo A. Carestia.
Asteroiden har en diameter på ungefär 42 kilometer.